# Ricky Januarie
Enrico Ricardo Januarie (West Coast, 2 de enero de 1982) es un jugador sudafricano de rugby que se desempeña como medio scrum.

## Selección nacional
Fue convocado a los Springboks por primera vez en octubre de 2005 para enfrentar a los Teros y disputó su último partido en agosto de 2010 ante los All Blacks. En total jugó 47 partidos y marcó 25 puntos, productos de cinco tries.

### Participaciones en Copas del Mundo
Participó del mundial de Francia 2007 donde se consagró campeón del Mundo. Jake White lo convocó como reserva, por detrás del titular Fourie du Preez y el suplente Ruan Pienaar. Januarie jugó los partidos de la fase de grupos, frente a Manu Samoa y las Ikale Tahi.
| Mundial                       | Sede    | Resultado | PJ | Tries |
| ----------------------------- | ------- | --------- | -- | ----- |
| Copa Mundial de Rugby de 2007 | Francia | Campeón   | 2  | 0     |

## Palmarés
- Campeón del Torneo de las Tres Naciones 2009.